# 東京ビートルズ・ファン・クラブ
東京ビートルズ・ファン・クラブは、1991年6月から2007年8月まで活動していた、日本におけるビートルズのファンクラブである。略称はTBFC。なお、1960年代に活動していたバンド、東京ビートルズとの関係はない。

## 解説
長年ビートルズ・ファン、ビートルズ・マニア、ビートルズ・コレクターとして共に活動していた前田賢司、島乙平、白旗誠之介によって設立された、「商業主義にとらわれない真のファンが集まる会」を標榜するファンクラブであった。
設立のきっかけは1990年、ロンドン・ビートルズ・ファン・クラブ（LBFC）の主宰者リチャード・ポーターと面会する機会を得て、その魅力的な会報に刺激を受けたことであった。
ビートルズの来日公演から25年たった1991年6月30日、六本木キャヴァン・クラブで行われた25周年記念イベントで発足した。
設立の主旨として、①商業主義に染まらない ②国際的な活動を目指す ③批判精神を持ち、なおかつ寛容でありたい ④版権に鋭敏でありたい、を掲げている。これらは、既存の組織に対する不満や疑問、日本のファンの現状を憂慮の気持ちが背景にあった。

## 主な活動内容
- 広報：会報の編集・発行。
- イベント：ファンの集いの企画・開催。
- その他：ビートルズに関する国内外の情報の収集・翻訳・執筆活動など。

## 会報
会報「TOKYO BEATLES FAN CLUB MAGAZINE」は91年夏号から2007年8月6日号まで計40冊が発行された。国際的な活動を目指していたため、日本語と英語の二か国語併記がなされていた。当時は珍しかったイギリスのオリジナル・レコードの事細かな比較が写真入りで掲載されていたほか、デビュー前の関係者など、公には登場しない人物へのインタビューなどもあり、マニアックでジャーナリスティックな誌面が真のマニアに喜ばれた。

### 主な連載記事
- ミート・ザ・ビートルズ - ビートルズのメンバーに出会った幸運なファンの体験談
- ビートルズ・ブック・レビュー - 日本で出版された最新書籍の紹介と批評
- BEATLES NEWS - ビートルズ関連の最新情報
- ビートルズ英国盤レーベル研究 - アナログ・イギリス盤レーベルの差異に関する詳細な比較研究
- DISK NEWS - 日本、イギリス、アメリカでリリースされたビートルズ関連のレコード、CD、カセットの最新情報

### 発行状況
| 号 | 発行日         | 主な特集記事                                                                                 | ページ数 |
| -- | -------------- | -------------------------------------------------------------------------------------------- | -------- |
| 1  | 1991年6月30日  | ファザー・マッケンジーからの手紙／ショーン・レノン・デビュー・コンサート・レポート           | 48       |
| 2  | 1991年10月     | “ビートルズ・イン・東京・1991” レポート／ポール・マッカートニー・コンサート・レポート        | 68       |
| 3  | 1992年2月      | ジョージ・ハリスン日本公演特集／コリン・ハントン(元クオリーメン)・インタビュー               | 128      |
| 4  | 1992年6月      | ジョージ・ハリスン特集／レン・ガリー(元クオリーメン)・インタビュー                           | 89       |
| 5  | 1992年9月      | リンゴ・スター・ツアー・スペシャル／ハリスン『ライブ・イン・ジャパン』アルバム・レビュー     | 96       |
| 6  | 1993年1月      | リヴァプール特集／ビートルズ・デビュー30周年イベント・レポート                               | 93       |
| 7  | 1993年8月      | ポール・ニューワールド・ツアー・スペシャル／ジョン・ロウ(元クオリーメン)・インタビュー       | 93       |
| 8  | 1994年6月      | ポール・ニューワールド・ツアー・スペシャル／ロッド・デイヴィス(元クオリーメン)・インタビュー | 93       |
| 9  | 1994年10月     | ポール・ニューワールド・ツアー・スペシャル／ピーター・アッシャー・インタビュー               | 81       |
| 10 | 1995年2月      | 『ザ・ビートルズ・ライヴ!! アット・ザ・BBC』発売／ジョニー・ジェントル・インタビュー         | 81       |
| 11 | 1995年6月      | 論文「スウィート・ジョージア・ブラウン捜索」／パディー・デラニー・インタビュー               | 81       |
| 12 | 1995年９月     | リンゴ・スター来日特集／ノーマン・ロッシントン・インタビュー                                 | 97       |
| 13 | 1996年2月      | 『アンソロジー』発売／ジョージ・マーティン・インタビュー                                     | 97       |
| 14 | 1996年5月      | ビートルズ来日30周年記念特集／ケニー・リンチ・インタビュー                                   | 97       |
| 15 | 1996年8月      | YOKO＆IMA来日特集／ジョニー・ギター・インタビュー                                            | 85       |
| 16 | 1997年1月      | 『アンソロジー・3』発売／スタンレー・パークス・インタビュー                                  | 105      |
| 17 | 1997年6月      | 『フレイミング・パイ』特集／デレク・テイラー・インタビュー                                   | 105      |
| 18 | 1997年11月     | トニー・シェリダン・インタビュー／リンゴ・スター・フロリダ公演リポート                       | 73       |
| 19 | 1998年3月      | スタンディング・ストーン・リポート／トニー・シェリダン・インタビュー(2)                      | 73       |
| 20 | 1998年6月      | さよなら、リンダさん／トニー・シェリダン・インタビュー(3)                                    | 65       |
| 21 | 1998年10月     | リンゴ・スター・アット・ザ・ボトムライン／エリック・グリフィス(元クオリーメン)・インタビュー | 65       |
| 22 | 1999年2月      | リンゴ・スター追っかけ記／ビル・ハリー ・インタビュー                                        | 49       |
| 23 | 1999年6月      | 『ジョン・レノン・アンソロジー』レビュー／ビル・ハリー・インタビュー(2)                      | 49       |
| 24 | 1999年8月      | ポールの『絵画展』／リンゴの米国ツアー詳細                                                   | 49       |
| 25 | 1999年11月     | 東京イエロー・サブマリン・デイ／ガーランド・フォー・リンダ                                   | 49       |
| 26 | 2000年4月      | ポールのキャヴァーン・クラブ・ライヴ！／ビートルズ・イタリア公演                             | 49       |
| 27 | 2000年9月      | ジョージ・マーティン・インタビュー／リンゴ米国ツアー（シカゴ、ミルウォーキー）               | 49       |
| 28 | 2001年5月      | 『ザ・ビートルズ1』／ジョン・レノン・ミュージアム・リポート                                  | 49       |
| 29 | 2002年3月      | ありがとう、ジョージ／リンゴ＆オール・スター・バンド2001・リポート                           | 49       |
| 30 | 2004年1月1日   | アリステア・テイラー・インタビュー／ジョージ・マーティン・インタビュー                       | 48       |
| 31 | 2004年3月10日  | アメリカ上陸40周年／ビートルズ新曲の噂の真相                                                 | 48       |
| 32 | 2004年6月28日  | 日本独自の文化、帯に見るビートルズ アルバム ジャケットの考察／ジョンに影響を与えたSPレコード | 32       |
| 33 | 2004年9月20日  | ポール・マッカートニー ロシア公演／ジョン終焉の地 ニューヨークのダコタ・ハウス               | 28       |
| 34 | 2004年12月25日 | THE BEATLES ’64 BOX先行試聴会レポート／40年前、20年前、そして今                              | 48       |
| 35 | 2005年3月31日  | マーク・ルイソン・インタビュー／マッカ・アット・ザ・スーパーボウル                           | 48       |
| 36 | 2005年9月22日  | ヨーコ・オノ・インタビュー／ミュージカル『レノン』ワールド・プレミア                         | 44       |
| 37 | 2005年12月22日 | ポール・マッカートニーUSツアー／ワーキング・クラス・ヒーロー                                 | 52       |
| 38 | 2006年7月27日  | The Capitol Albums, Volume 2／ビートルズ最後のライブ公演の地                                 | 40       |
| 39 | 2006年7月27日  | ビートルズ大学＠キャピトル東急ホテル・レポート／リヴァプール・ビートルウィーク2006           | 40       |
| 40 | 2007年8月6日   |                                                                                              |          |